# 4DOS
4DOS – interpreter wiersza poleceń opracowany przez JP Software, zaprojektowany w celu zastąpienia standardowego interpretatora COMMAND.COM w systemie DOS oraz Windows 95/98/Me. Substytutami 4DOS dla innych systemów są 4NT dla Windows NT i 4OS2 dla IBM OS/2. 4DOS został napisany w 1989 roku przez Rexa Conna oraz Toma Rawsona. Niektóre wersje Norton Utilities dla DOS zawierały zmodyfikowane kopie 4DOS zwane NDOS.

## Cechy
4DOS cechuje większa liczba udogodnień w porównaniu z COMMAND.COM
- Dodatkowe komendy
- Większa funkcjonalność komend
- Większe możliwości plików wsadowych
- Ulepszona edycja komend dzięki dopełnianiu nazwy plików oraz historii wprowadzonych komend
- Obsługa aliasów komend
- Kolorowane listingi
- Konfiguracja zapisywana w plikach *.INI
- Wsparcie dla notatnika Windows

## Historia i wprowadzane zmiany
Oryginalnie rozprowadzany jako shareware, teraz przestarzały 4DOS dostępny jest jako oprogramowanie abandonware. Ostatnia wersja
7.50.130 aktualizowana była przez oryginalnych producentów w sierpniu 2004.
Obecnie 4DOS rozwijany jest jako projekt Open Source. Podczas piętnastoletniej historii 4DOS ulegał wielu zmianom, tutaj przedstawiono najbardziej znaczące.
| Wersja | Data wydania      | Nowe funkcje |
| ------ | ----------------- | --- |
| 2.00   | 15 lutego 1989    | Pierwsze wydanie. Ulepszona obsługa linii komend, dopełnianie nazwy plików, historia komend, aliasy, pomoc online, wewnętrzne zmienne, Opisy plików, rozdzielanie komend. |
| 2.20   | 5 lipca 1989      | Wykonywanie rozszerzeń |
| 3.00   | 7 marca 1990      | pliki wsadowe (umieszczane w pamięci podręcznej), korzystanie z pamięci XMS, zmienne, nawiasy w zmiennych                                                                 |
| 4.00   | 1 listopada 1991  | Kolorowanie listingów, plik konfiguracyjny 4DOS.INI, wprowadzone listy, grupowanie komend, implikowane CDD, wsparcie dla DOS 5 UMB                                        |
| 5.00   | 23 listopada 1993 | Zasięgi dla daty i czasu; Kompresowane pliki wsadowe |
| 5.51   | 22 sierpnia 1995  | Obsługa długich nazw plików, REXX w plikach .BAT i .BTM |
| 6.00   | 24 lipca 1997     | Poprawione możliwości przeszukiwania katalogów, Ulepszona konfiguracja i debuger plików wsadowych.                                                                        |
| 7.50   | 24 lutego 2003    | Funkcje definiowane przez użytkownika |
| 7.50.1 | listopad 2006     | Wersja open source wersji 7.50. Luchezar Georgiev kontynuował pracę nad 4DOS-em.                                                                                          |